# 편식
편식(偏食)이란 음식을 골고루 먹지 않아서 자기 입맛에 맞는 음식만 먹는 것을 말한다. 극히 편중된 음식 섭취법을 편식이라고 한다. 음식 중에서 극도로 좋아하는 것과 싫어하는 것이 있을 때 자주 생긴다. 주로 어린아이들에게서 일어난다. 또한 유년기에 편식을 하면 청년, 성인기에 영향을 끼칠 수 있으니 빠른 시일 내에 교정해 주어야한다. 
편식을 하면 영양 불균형으로 잦은 질병에 걸리고, 비만이나 저체중이 될 가능성이 높다. 또한 발육 부진으로 키가 잘 자라지 않으며 집중력이 떨어지고 아토피 등 피부 질환이 생길 수 있다. 이 외에도 성장이 느려지고 빈혈 , 변비, 설사 등을 유발할 수 있다. 

## 같이 보기
- 영양실조